# Hughes Helicopters
La Hughes Helicopters è stata, tra gli anni cinquanta e gli anni ottanta, un'importante ditta statunitense produttrice di elicotteri civili e militari.
L'azienda nacque nel 1947 come una divisione della Hughes Aircraft, per iniziativa del magnate, produttore cinematografico e appassionato aviatore Howard Hughes. Nel 1955 divenne poi parte della Hughes Tool Company e, dopo essere stata assorbita dalla Summa Corporation nel 1972, venne riformata come Hughes Helicopters, Inc. nel 1981. Comunque, per tutto il corso della sua storia, l'azienda continuò a essere nota informalmente come Hughes Helicopters.
La Hughes venne venduta alla McDonnell Douglas nel 1984, divenendo la McDonnell Douglas Helicopter Systems.

## Prodotti Hughes

### Elicotteri civili
- Hughes 269
- Hughes 300
- Hughes 500
- Hughes 530F

### Elicotteri militari
- TH-55 Osage
- OH-6 Cayuse
- MH-6 Little Bird
- Hughes 500 Defender
- AH-64 Apache

### Elicotteri sperimentali
- Hughes XH-17

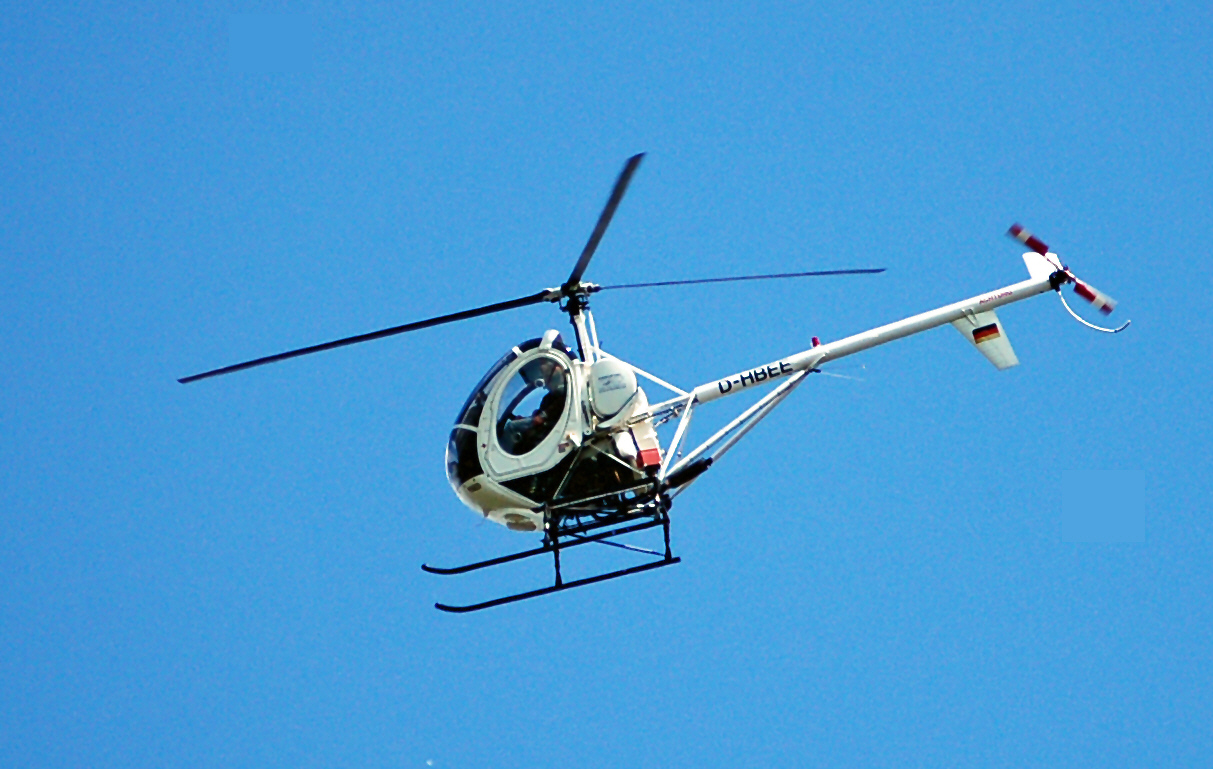
Hughes 269C
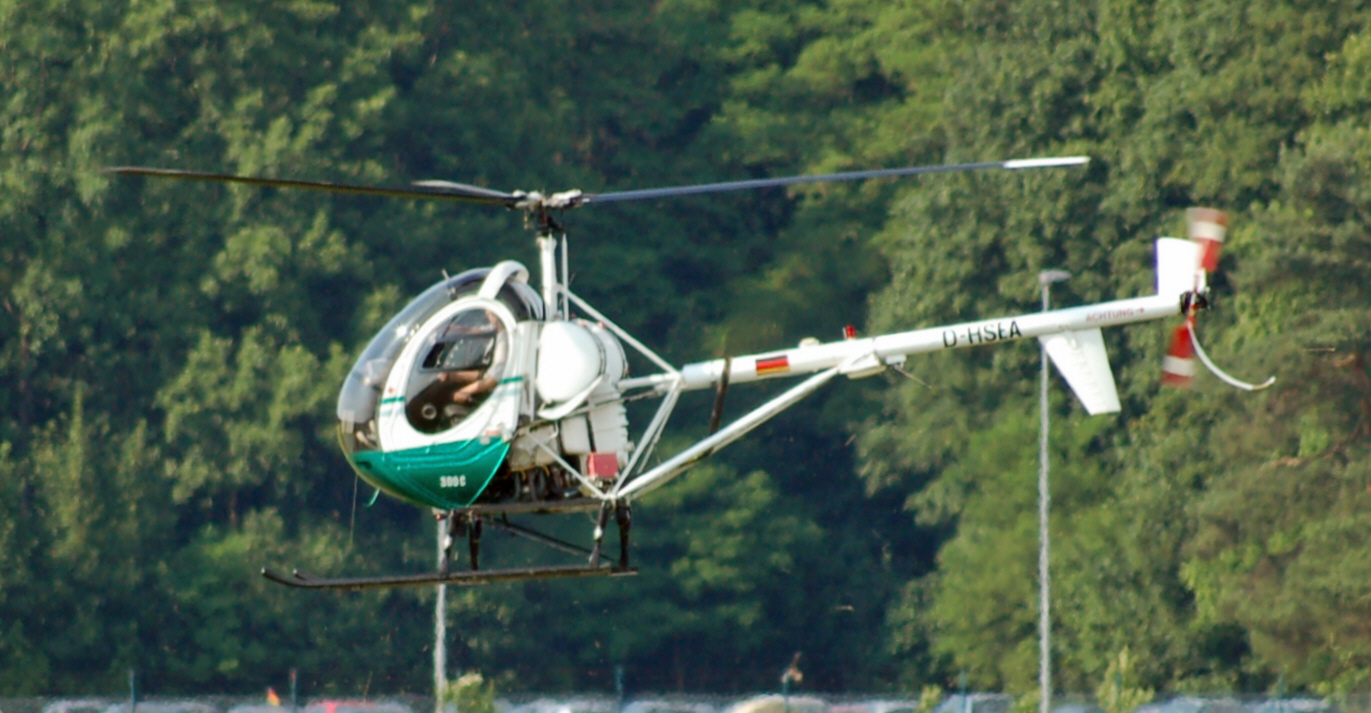
Hughes 300C
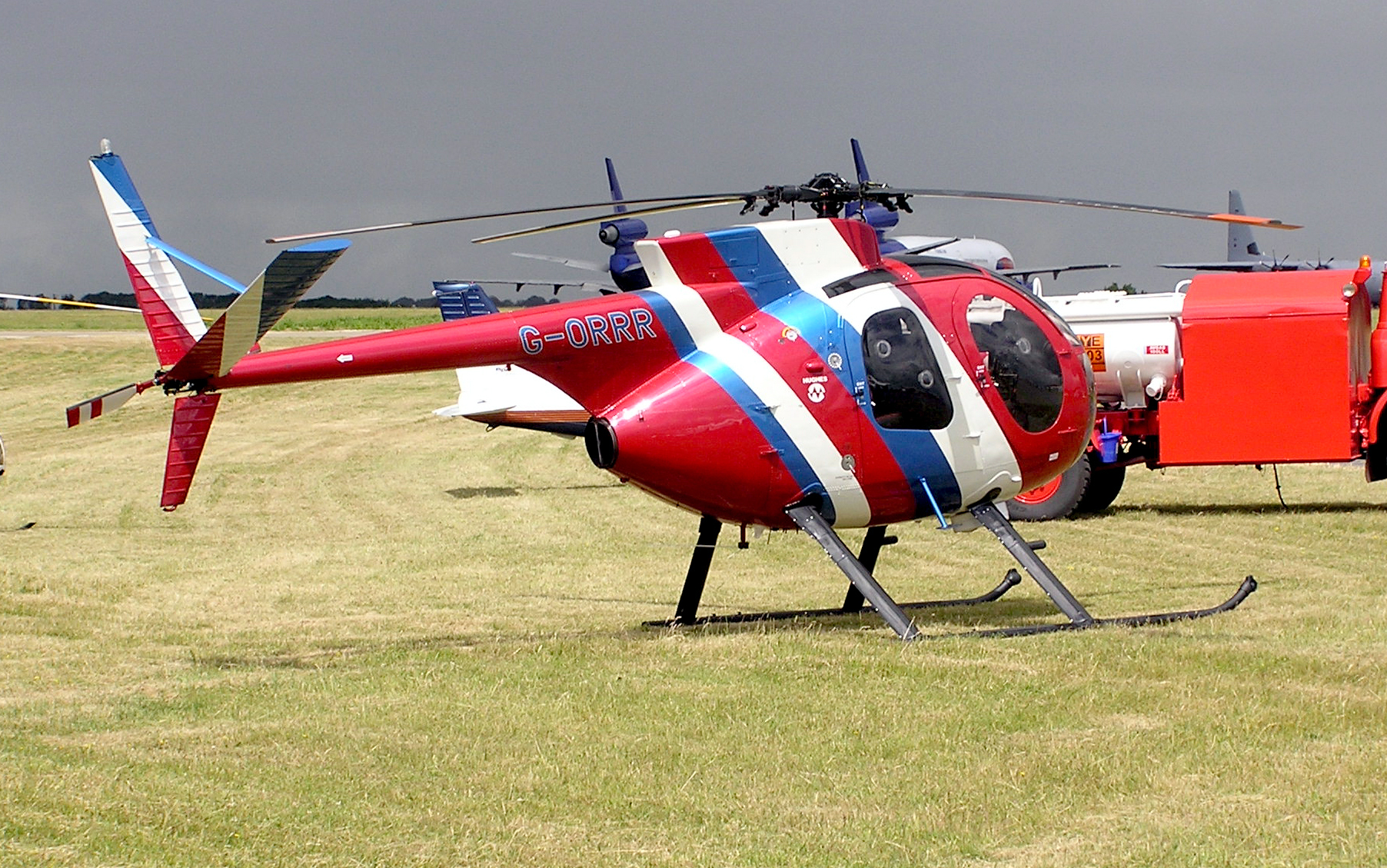
Hughes 500
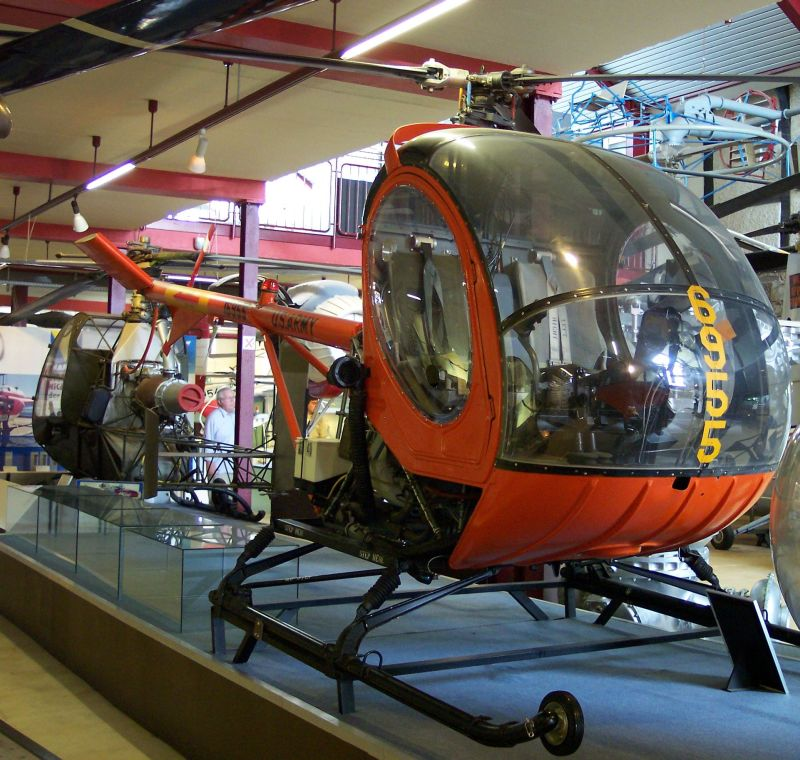
TH-55 Osage
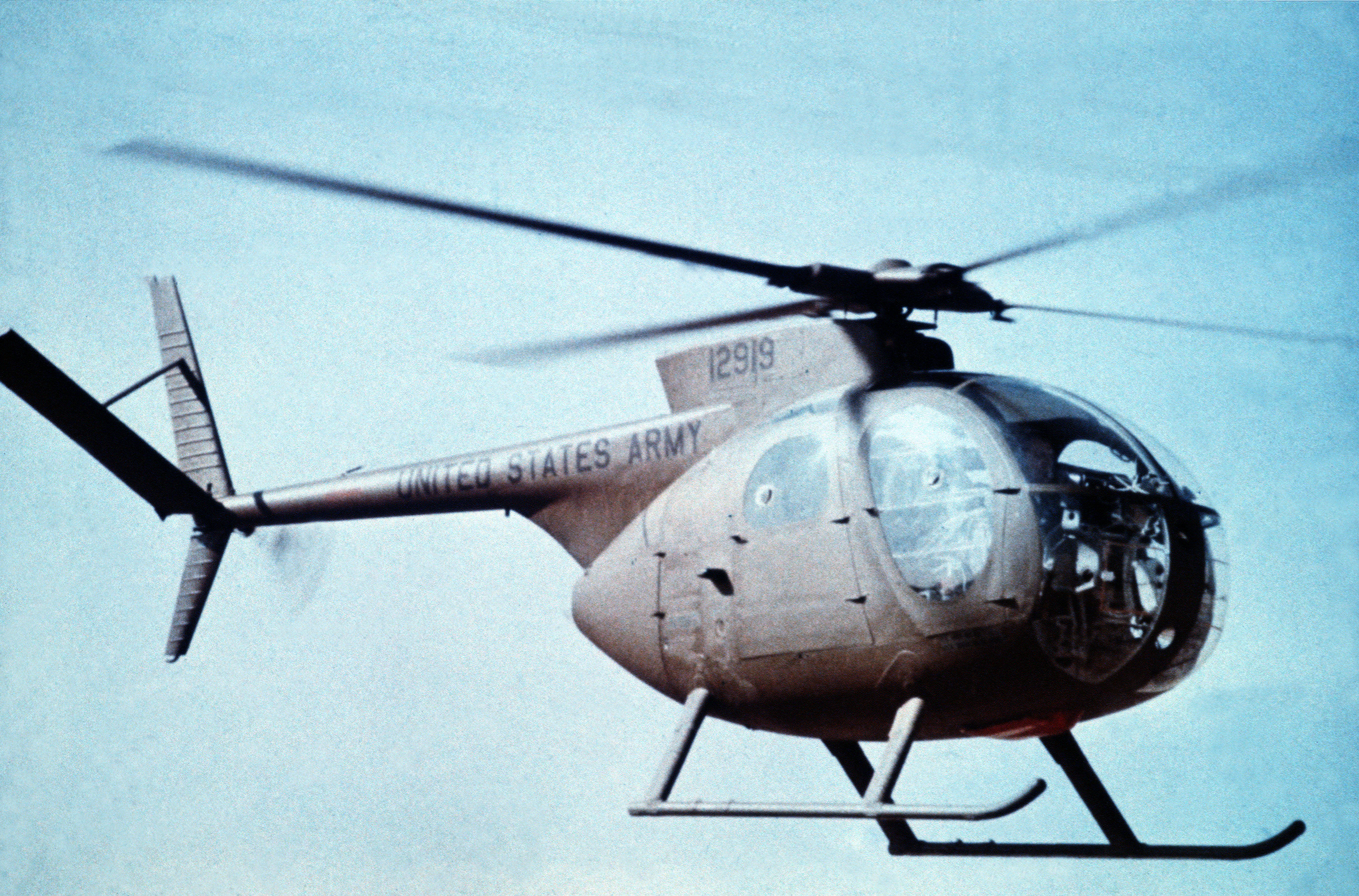
OH-6 Cayuse
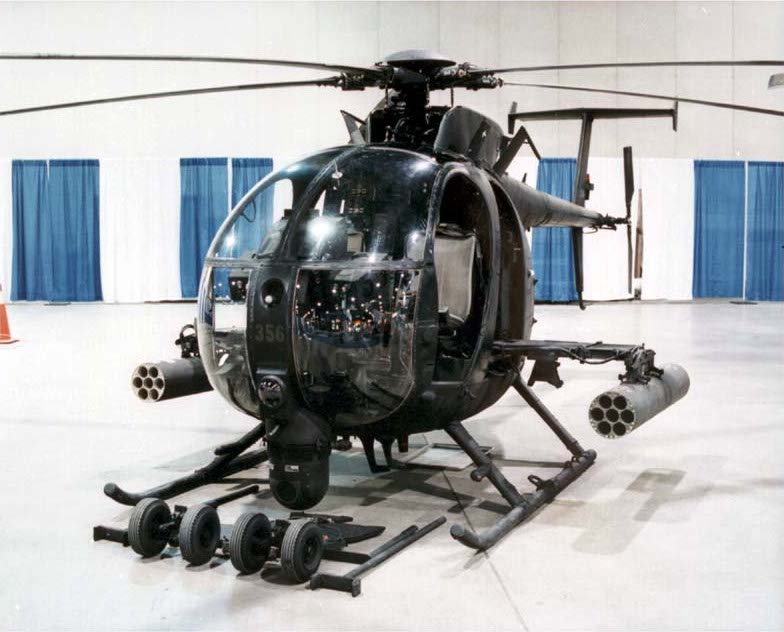
MH-6 Little Bird
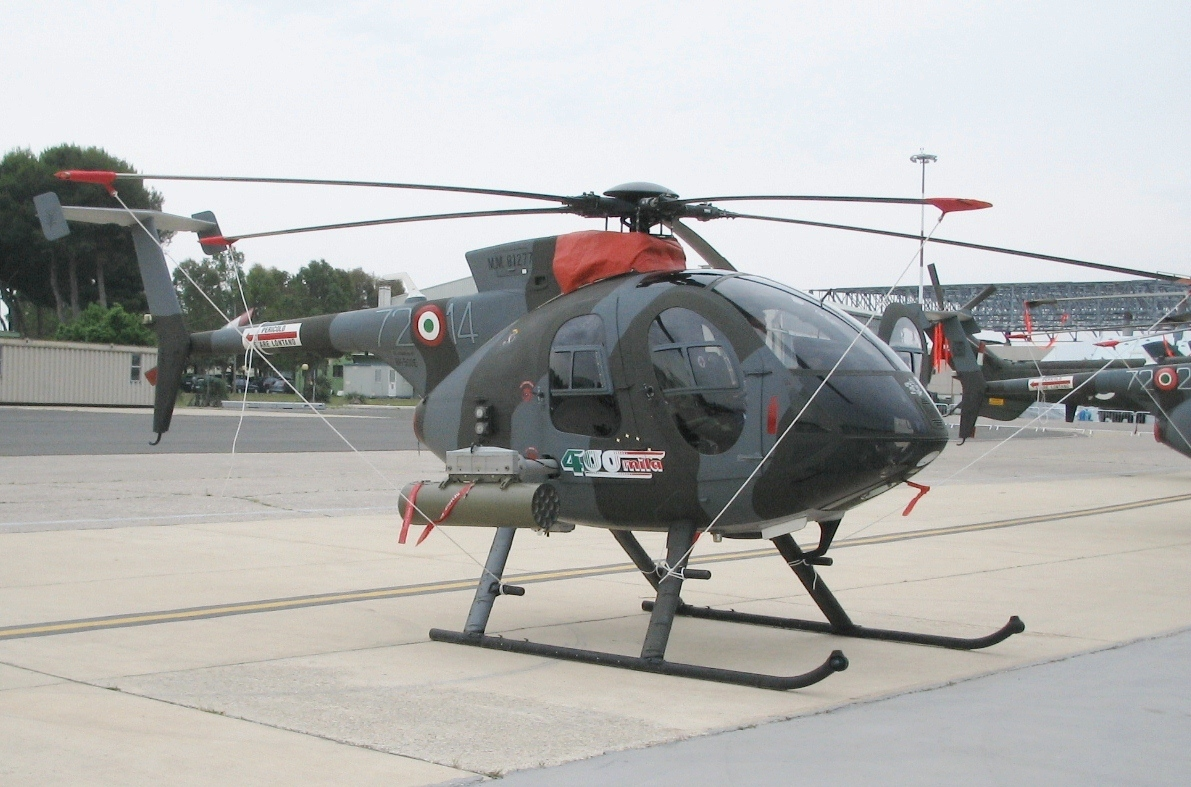
Hughes 500 Defender
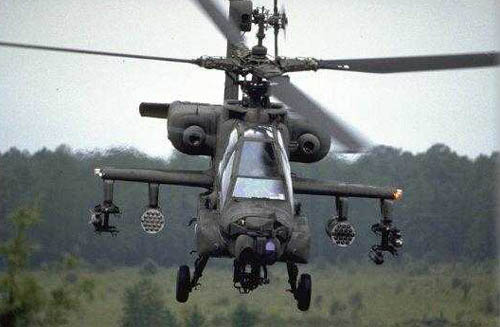
AH-64 Apache